# Grimpoteuthis
Pour les articles homonymes, voir Dumbo (homonymie).
Genre
Grimpoteuthis est un genre d'octopodes de la famille des Grimpoteuthidae (sous-ordre des Cirrata ou cirrates). Ces espèces sont parfois appelées abusivement « pieuvres Dumbo ».

## Description et caractéristiques
Ces octopodes sont abusivement appelés « pieuvre (ou poulpe) Dumbo » en raison de leur corps en forme de patte d’éléphant et de leurs deux nageoires en forme d'oreilles rappelant l'éléphant éponyme créé par la romancière Helen Aberson dans son livre paru en 1939. Cet amalgame provient de la traduction du nom commun anglophone « Dumbo octopus ». Ils n'ont en fait que peu de points en commun avec les pieuvres, qui sont des octopodes benthiques du sous-ordre alternatif des Incirrina.
Ce sont de petits octopodes pourvus de huit bras partiellement liés par une membrane, et parcourus d'une unique rangée de ventouses, chacune entourée par deux petits organes appelés cirrhes. Leurs nageoires latérales sont très larges, et leur servent à se déplacer, ces animaux ayant abandonné la propulsion par jet d'eau commune chez la plupart des céphalopodes. Ils sont également pourvus d'une fine coquille interne en forme de U ou de V. 
Les plus grosses espèces dépassent 20 cm.
Ils vivent dans les abysses à des profondeurs extrêmes, entre 500 et 4 000 m, et sont, parmi les espèces d'octopodes, les plus rares. Ils peuvent faire varier l'aspect de la couche transparente de leur peau à volonté. 
Ce sont des animaux essentiellement pélagiques, comme tous les autres représentants du sous-ordre des Cirrina : ils planent au-dessus du plancher océanique à la recherche de vers, bivalves, copépodes pélagiques et autres crustacés. Ils se déplacent en créant des impulsions avec leurs bras, en éjectant de l'eau par leur cavité mantéale, ou surtout en agitant leurs « oreilles » comme des nageoires. Ils peuvent utiliser chacune de ces techniques séparément ou toutes simultanément. Les mâles et les femelles sont différents dans leur taille et le schéma des ventouses. Les femelles pondent des œufs de manière constante, sans saisons de reproduction distinctes.
Les « pieuvres Dumbo  » habitent les parties les plus profondes et les plus sombres de l'océan Atlantique et du Pacifique, ce qui rend leur étude difficile. Certaines ont été retrouvées à trois kilomètres sous la surface, d'autres à une profondeur deux fois supérieure.

## Liste des espèces
Selon World Register of Marine Species (8 mai 2017) :

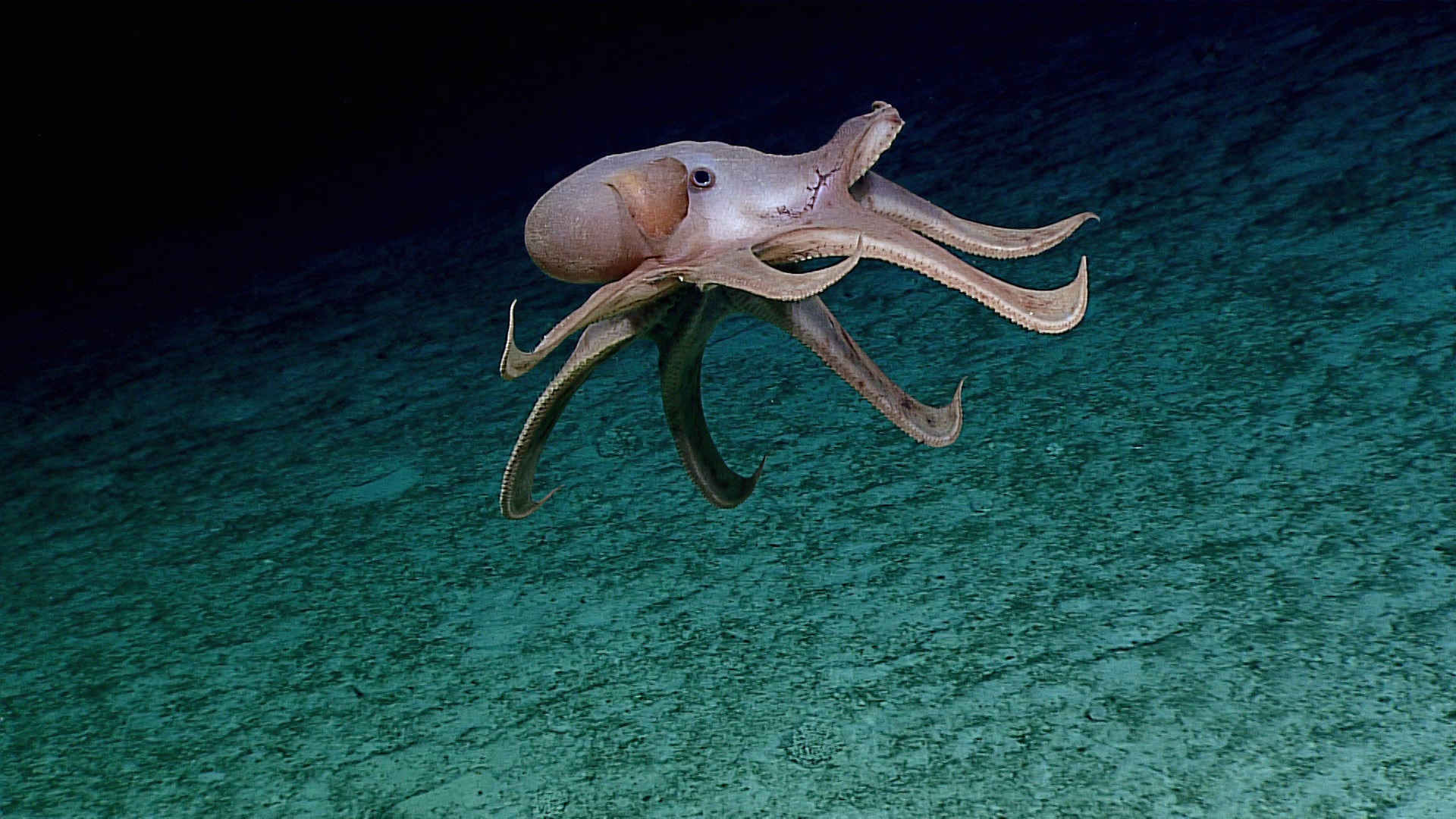

- Grimpoteuthis abyssicola O'Shea, 1999
- Grimpoteuthis bathynectes Voss & Pearcy, 1990
- Grimpoteuthis boylei Collins, 2003
- Grimpoteuthis challengeri Collins, 2003
- Grimpoteuthis discoveryi Collins, 2003
- Grimpoteuthis hippocrepium (Hoyle, 1904)
- Grimpoteuthis innominata (O'Shea, 1999)
- Grimpoteuthis meangensis (Hoyle, 1885)
- Grimpoteuthis megaptera (Verrill, 1885)
- Grimpoteuthis pacifica (Hoyle, 1885)
- Grimpoteuthis plena (Verrill, 1885)
- Grimpoteuthis tuftsi Voss & Pearcy, 1990
- Grimpoteuthis umbellata (P. Fischer, 1884)
- Grimpoteuthis wuelkeri (Grimpe, 1920) - peut être un synonyme de G. umbellata ou G. plena

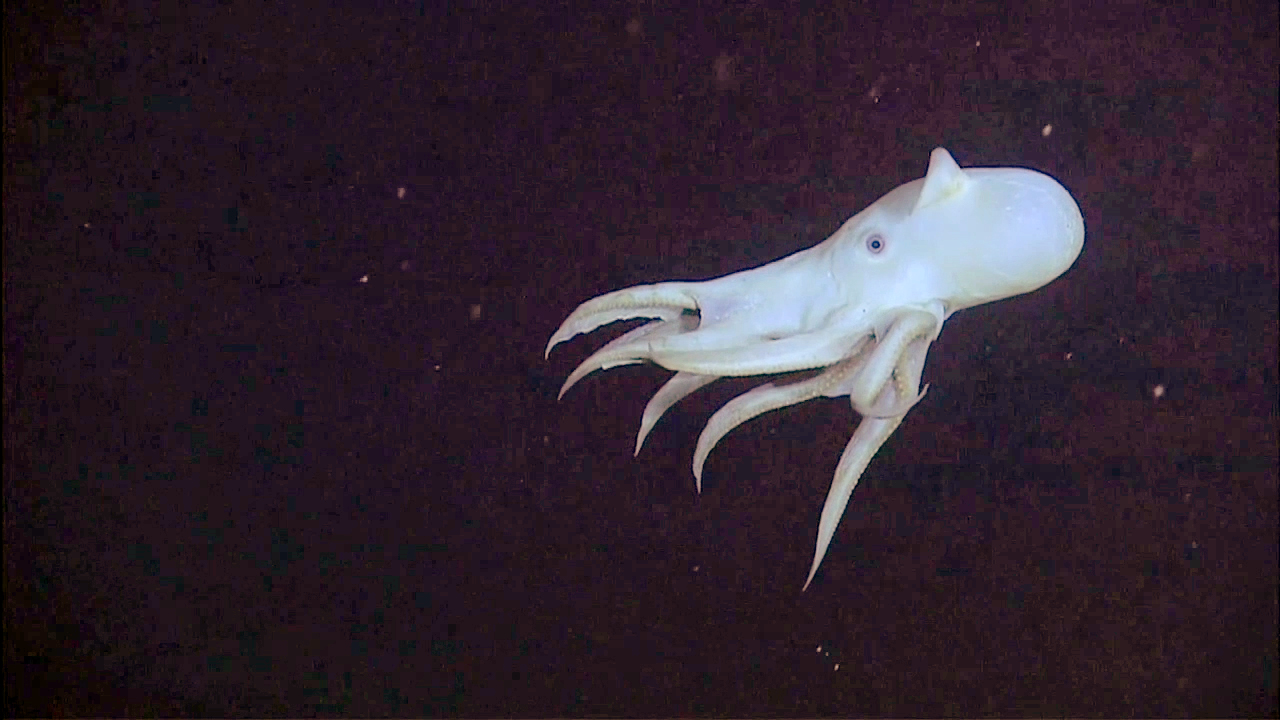
Grimpoteuthis bathynectes.
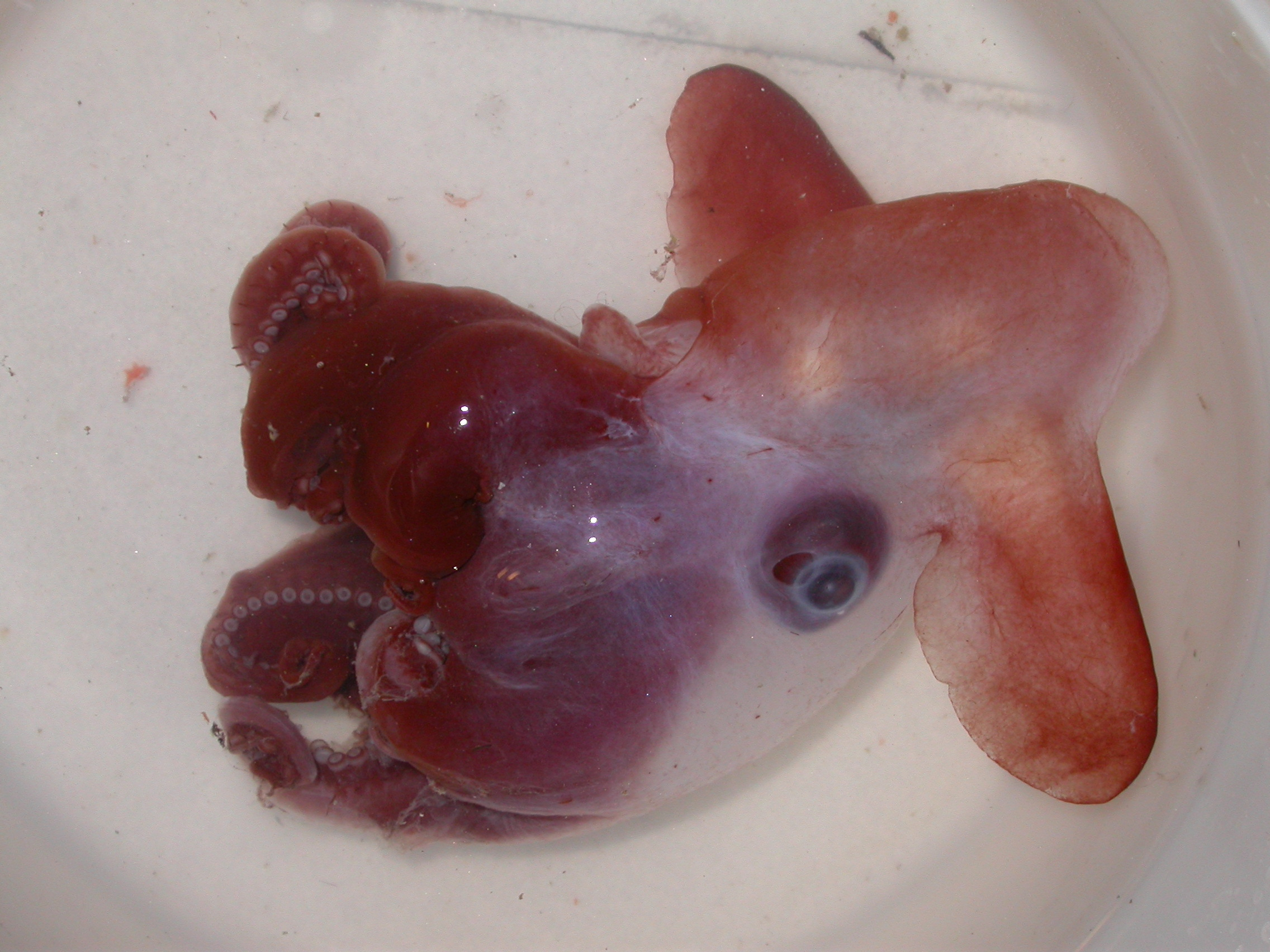
Grimpoteuthis discoveryi.
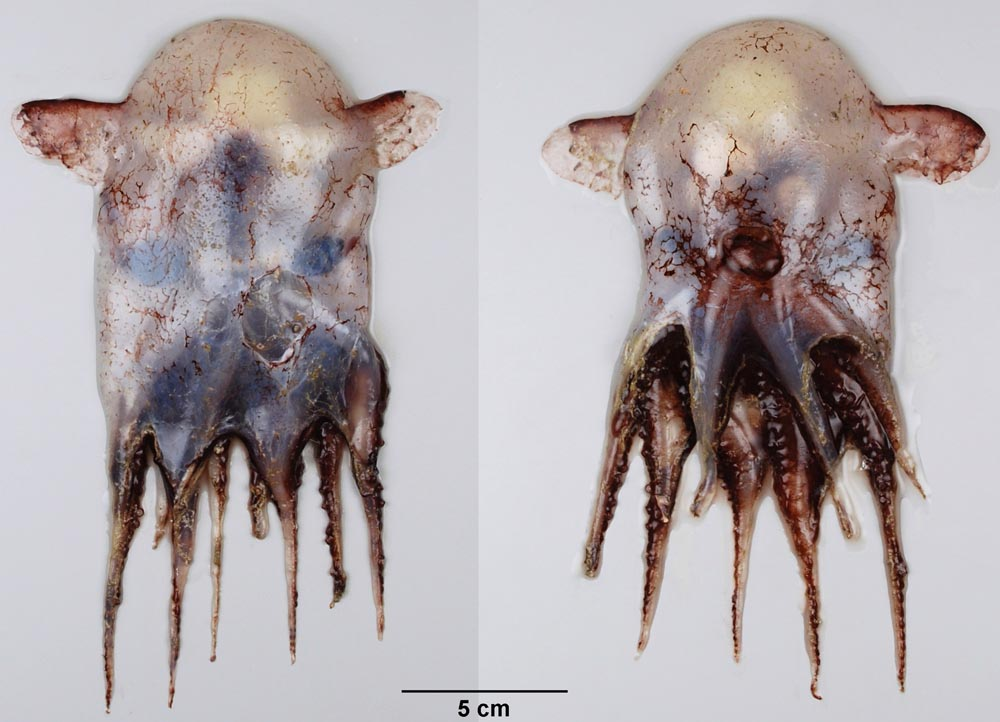
Grimpoteuthis innominata.
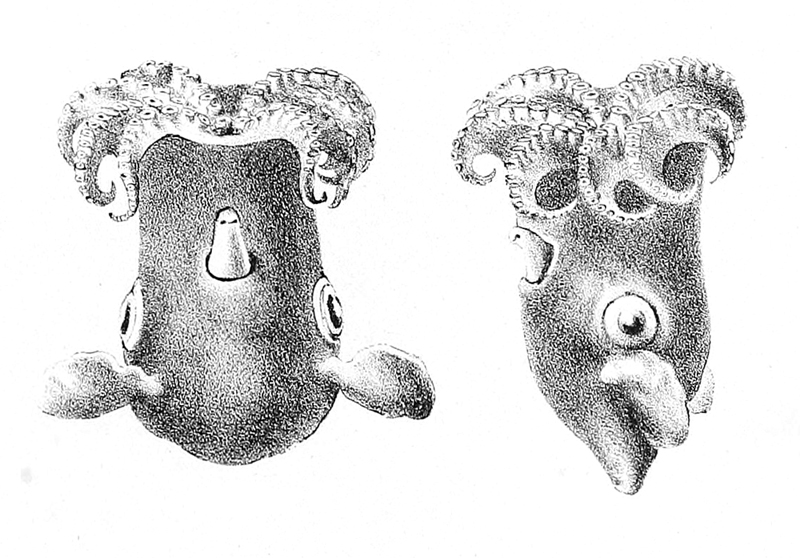
Grimpoteuthis meangensis
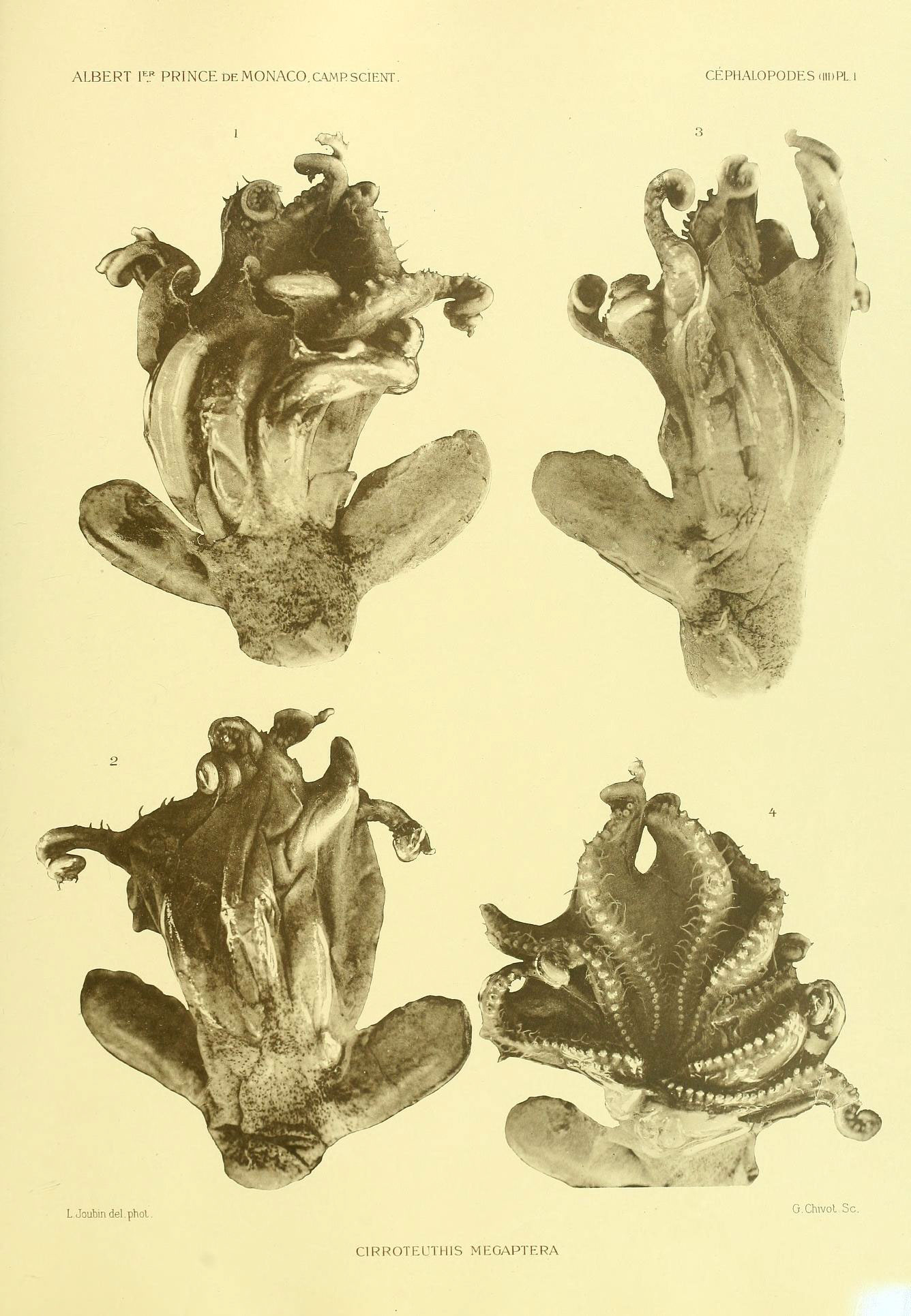
Grimpoteuthis megaptera.
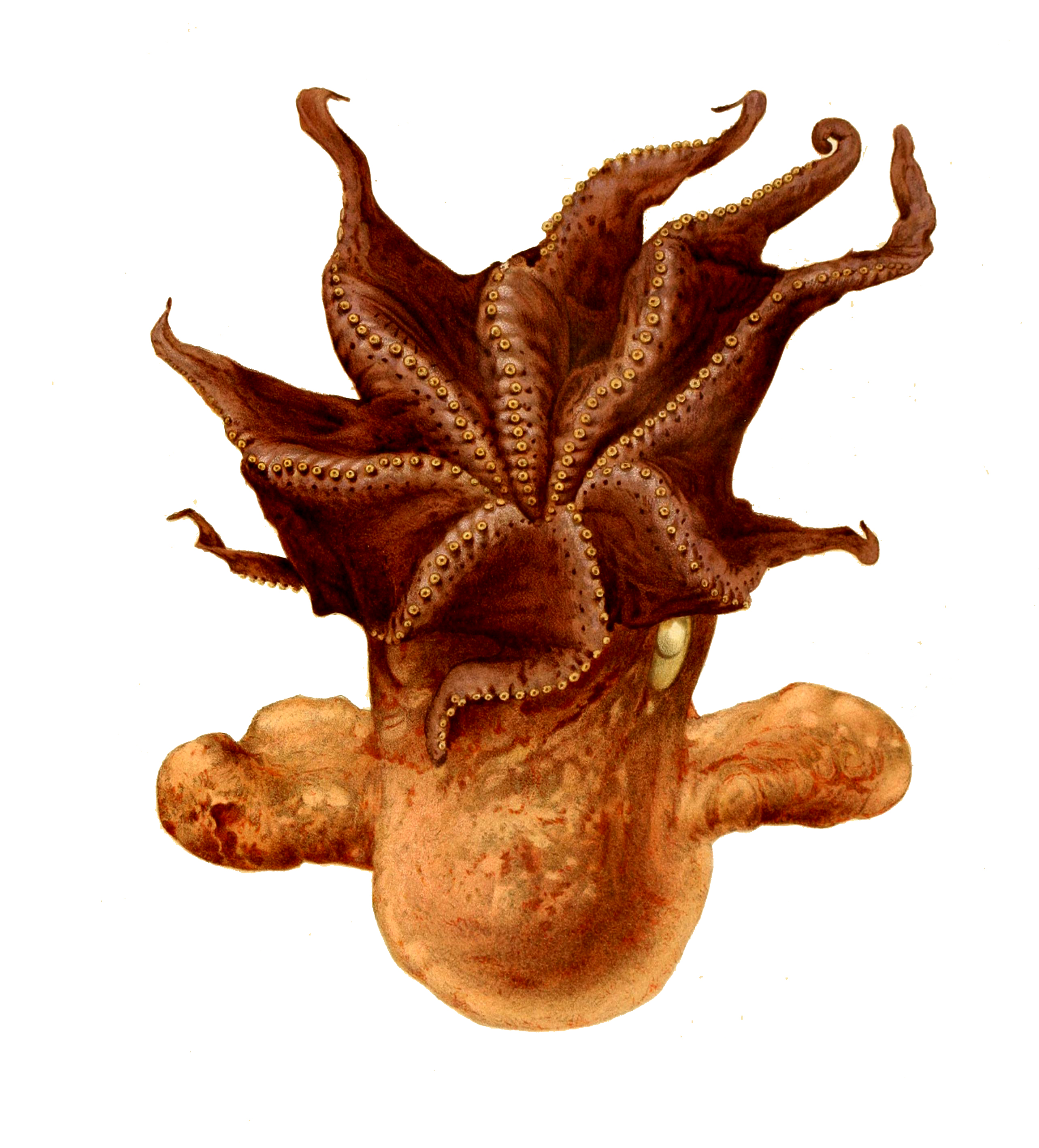
Grimpoteuthis umbellata.